# 古藤愛梨
古藤 愛梨（ことう あいり、1990年6月20日 - ）は、日本の女性モデル、レースクイーン、グラビアアイドル。
北海道出身、「office ai」所属。以前はクレイズアソシエイションに所属していた。武蔵野美術大学卒業。

## 来歴・人物
- 学生時代からファッション系モデルの仕事をしていたが、2012年、スーパー耐久「テクノファーストレーシングガールズ」に就任しレースクイーンデビューを飾る。一時期「古東あい梨」の芸名で活動していたが、程なくして元の名前に戻している[3]。
- 趣味は絵を描くこと。モデル業の傍らイラストレーターとしても活動する。
- 実用英語技能検定準2級の資格を持つ。
- ストロングゼロ[4]、白ワイン[5]を愛飲。
- 2020年2月2日、自身のTwitterで2019年シーズンをもってレースクイーンを引退することを表明した。

## 活動

### レースクイーン
| 年度   | カテゴリー           | チーム名                           | 他メンバー                             |
| ------ | -------------------- | ---------------------------------- | -------------------------------------- |
| 2012年 | スーパー耐久シリーズ | テクノファーストレーシング         |                                        |
| 2013年 | スーパー耐久シリーズ | テクノファーストレーシング         |                                        |
| 2015年 | スーパー耐久シリーズ | KRP ANGEL                          | 黒木茉莉花、愛川みくの、佐々木えり     |
| 2016年 | スーパー耐久シリーズ | KRP ANGEL                          | 保科唯、榎本聖奈、葵井えりか           |
| 2016年 | SUPER GT             | DIJON Racing                       |                                        |
| 2017年 | SUPER GT             | Passion on Wheels                  | 大谷芽衣                               |
| 2017年 | スーパー耐久シリーズ | GK ANGEL                           | 赤宮彩咲、蛯原メイ、田邊ゆな、七瀬春霞 |
| 2018年 | スーパー耐久シリーズ | 小林自動車レーシングプロジェクトRQ | 今村知可、ちゃろ、月宮まどか、中谷伊織 |
| 2019年 | スーパー耐久シリーズ | Princess Noah                      | 十文字知花、羽鳥英莉                   |
| 2019年 | TCR japan            | G/motion Angels                    | 朝比奈愛弥                             |

## その他
- 東京ゲームショウ「Xperia」ブースコンパニオン（2012年、2014年、2015年）
- 東京オートサロン「横浜ゴム」ブースコンパニオン（2015年1月）
- CP+「タムロン」ブースコンパニオン（2015年.2016年）
- 東京オートサロン「GARAGE Z1」ブースコンパニオン（2017年1月）[6]